# موسي نجي
موسي نجي (بالنرويجية البوكمول: Moussa Nije)‏ هو لاعب كرة قدم نرويجي في مركز نصف الجناح، ولد في 2 أكتوبر 1995 في أوسلو في النرويج. لعب مع نادي ستابك ونادي فوليرينغا.

## وصلات خارجية
- موسي نجي على موقع اتحاد النرويج (النرويجية)
- موسي نجي على موقع قاعدة بيانات كرة القدم.إي يو (الإنجليزية)
- موسي نجي على موقع Soccerbase.com (لاعب) (الإنجليزية)
- موسي نجي على موقع Soccerway.com (الإنجليزية)